# Réserve naturelle de Gråøya
La réserve naturelle de Gråøya  est une réserve naturelle norvégienne  qui est située dans la municipalité de Asker dans le comté d'Akershus.

## Description
La réserve naturelle est située sur l'île de Gråøya, face au village d'Åros. La zone a une superficie d'environ 0,7 km2.
Le but de la conservation est de préserver un espace naturel presque intact avec sa diversité biologique sous forme de type d'habitat, d'écosystème, pour les espèces et les processus écologiques naturels. La région a
grande valeur de conservation botanique avec de nombreux types de végétation et une grande diversité d'espèces des zones de forêts marécageuses.